# Reisalpe
Reisalpe är ett berg i Österrike.   Det ligger i distriktet Lilienfeld och förbundslandet Niederösterreich, i den östra delen av landet, 60 km sydväst om huvudstaden Wien. Toppen på Reisalpe är 1 399 meter över havet, eller 634 meter över den omgivande terrängen. Bredden vid basen är 11,5 km.
Terrängen runt Reisalpe är huvudsakligen kuperad. Närmaste större samhälle är Lilienfeld, 8,1 km nordväst om Reisalpe. 
I omgivningarna runt Reisalpe växer i huvudsak blandskog. Runt Reisalpe är det ganska glesbefolkat, med 28 invånare per kvadratkilometer.